# Jakow Worobjow (generał)

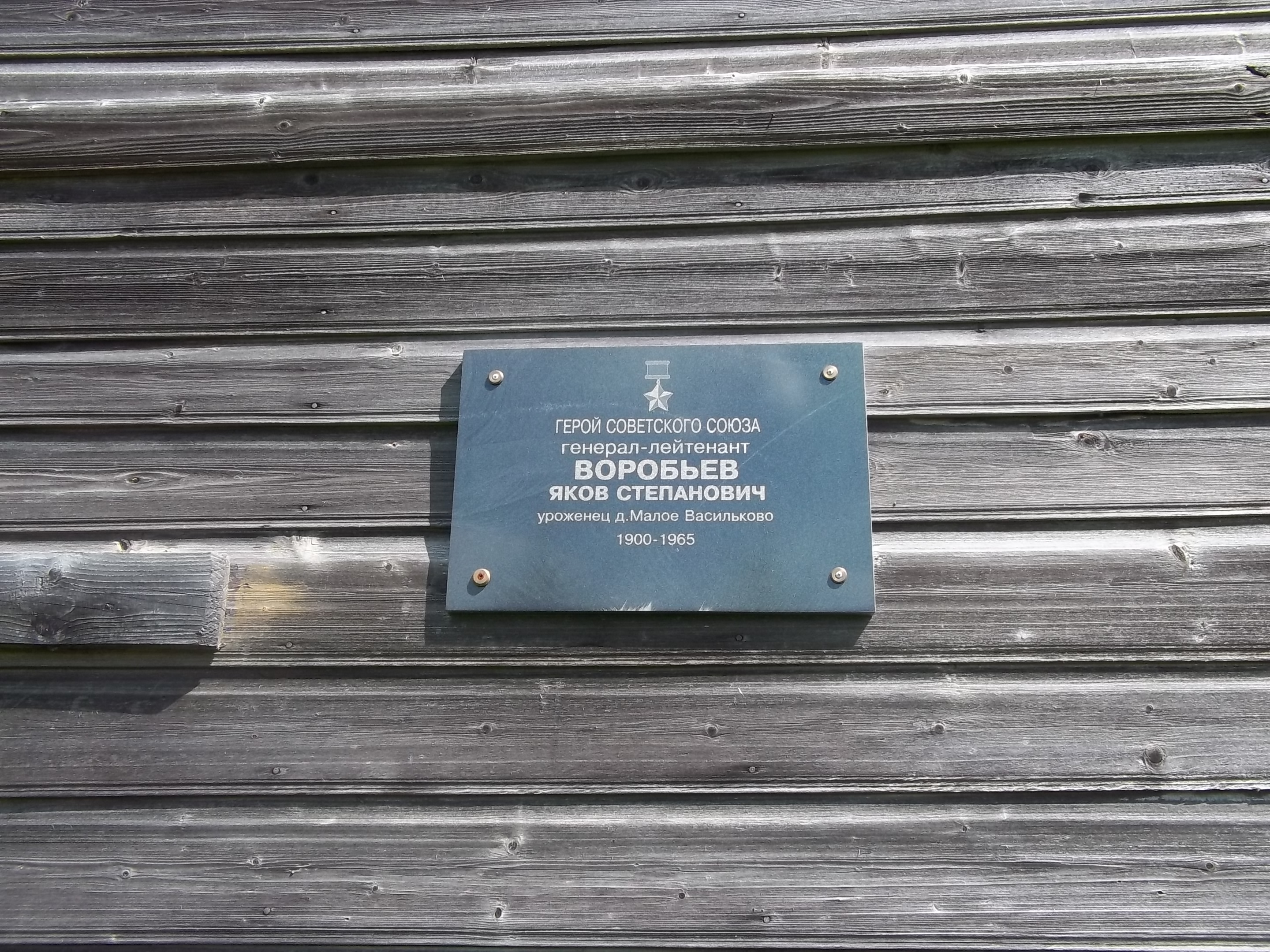
Tablica pamiątkowa na domie generała

Jakow Stiepanowicz Worobjow (ros. Яков Степанович Воробьёв, ur. 8 marca?/21 marca 1900 we wsi Małoje Wasilkowo w guberni twerskiej (obecnie w obwodzie twerskim), zm. 1 kwietnia 1965 w Moskwie) – radziecki generał porucznik, Bohater Związku Radzieckiego (1945).

## Życiorys
Urodził się w rodzinie chłopskiej. Skończył szkołę podstawową, pracował w warsztacie przy piotrogrodzkich kolejach, w sierpniu 1917 wstąpił do Czerwonej Gwardii w Piotrogrodzie. Podczas rewolucji październikowej brał udział w ataku na Pałac Zimowy i w odparciu nacierających na Piotrogród w październiku-listopadzie 1917 wojsk kontrrewolucyjnych. 
W lutym 1918 wstąpił do Armii Czerwonej, walczył na Froncie Zachodnim m.in. w składzie 3 pułku piechoty Piotrogrodzkiej Samodzielnej Brygady Piechoty, w 1919 został kontuzjowany, zachorował na tyfus. W lipcu 1919 został żołnierzem 4 zapasowego pułku w Twerze, w marcu 1920 skierowano go do szkoły wojskowej, walczył z wojskiem Judenicza i armią fińską. Od 1919 należał do RKP(b). W 1921 ukończył kawaleryjskie kursy kadry dowódczej w Twerze i został dowódcą plutonu, w 1923 ukończył wyższą zjednoczoną szkołę wojskową w Omsku i został dowódcą szwadronu brygady kawalerii w Środkowoazjatyckim Okręgu Wojskowym, biorąc udział w walkach z basmaczami, w 1928 ukończył kawaleryjskie kursy doskonalenia kadry dowódczej w Nowoczerkasku i wrócił do Turkiestanu, ponownie walcząc z basmaczami. Następnie pełnił obowiązki szefa sztabu 39 pułku kawalerii 7 Dywizji Kawalerii w Białoruskim Okręgu Wojskowym w Mińsku, 1931–1932 pracował w sztabie dywizji kawalerii, od kwietnia 1932 do kwietnia 1933 był szefem sztabu 38 pułku kawalerii. W 1936 ukończył Akademię Wojskową im. Frunzego i od listopada 1936 pracował w Zarządzie Wywiadowczym Sztabu Generalnego Armii Czerwonej, w latach 1938–1939 był doradcą wojskowym w Chińskiej Armii Czerwonej, od grudnia 1939 wykładał na katedrze konnicy w Akademii Wojskowej im. Frunzego, następnie został szefem sztabu 1 Dywizji Piechoty w Moskiewskim Okręgu Wojskowym.
Po ataku Niemiec na ZSRR był jednym z organizatorów pospolitego ruszenia Moskwy, w grudniu 1941 mianowano go szefem sztabu 238 Dywizji Piechoty na Froncie Zachodnim, od stycznia do czerwca 1942 dowodził 141 Dywizją Piechoty, po czym objął dowództwo 97 Dywizji Piechoty 16 Armii Frontu Zachodniego, przemianowanej w kwietniu 1943 na 83 Gwardyjską Dywizję Piechoty. Wraz z dywizją uczestniczył w operacji orłowskiej i briańskiej na Froncie Zachodnim i Briańskim, a od grudnia 1943 walczył na 1 Froncie Nadbałtyckim. 27 stycznia 1943 otrzymał stopień generała majora. W styczniu 1944 objął dowództwo 16 Korpusu Piechoty w 11 Gwardyjskiej Armii na 3 Froncie Białoruskim, latem 1944 brał udział w operacji mińskiej i wileńskiej w trakcie operacji białoruskiej, od sierpnia 1944 do końca wojny dowodził 62 Korpusem Piechoty w 33 Armii 3 Frontu Białoruskiego, następnie 1 Frontu Białoruskiego. Uczestniczył w forsowaniu Niemna i operacji gumbinnen-gołdapskiej, w styczniu-lutym 1945 operacji wiślańsko-odrzańskiej, a wiosną 1945 berlińskiej. W styczniu 1945 jego korpus przełamał obronę przeciwnika w rejonie Puław, zadając Niemcom duże straty, później sforsował Wartę. 
20 kwietnia 1945 został mianowany generałem porucznikiem, w sierpniu 1945 objął dowództwo 40 Gwardyjskiego Korpusu Piechoty w Grupie Wojsk Radzieckich w Niemczech, a od marca 1946 w Moskiewskim Okręgu Wojskowym, od czerwca 1947 do grudnia 1952 pracował w Departamencie Wyższych Wojskowych Instytucji Edukacyjnych Ministerstwa Sił Zbrojnych ZSRR m.in. jako zastępca szefa tego departamentu. W 1953 ukończył wyższe kursy akademickie przy Wyższej Akademii Wojskowej im. Woroszyłowa, od marca 1954 do grudnia 1956 był zastępcą Głównego Doradcy Wojskowego – doradcą zastępcy szefa ludowej policji NRD, a od grudnia 1956 do sierpnia 1959 zastępcą szefa jednego z departamentów Ministerstwa Obrony ZSRR, następnie zakończył służbę wojskową. 
Został pochowany na Cmentarzu Nowodziewiczym.

## Odznaczenia
- Złota Gwiazda Bohatera Związku Radzieckiego (6 kwietnia 1945)
- Order Lenina (dwukrotnie, 21 lutego 1945 i 6 kwietnia 1945)
- Order Czerwonego Sztandaru (pięciokrotnie, m.in. w 1938, 29 lutego 1942 i 3 listopada 1944)
- Order Suworowa II klasy (dwukrotnie, 9 kwietnia 1943 i 29 maja 1945)
- Order Kutuzowa II klasy (27 sierpnia 1943)
- Order Bohdana Chmielnickiego II klasy (4 lipca 1944)

I medale.